# Гиперболоидные конструкции

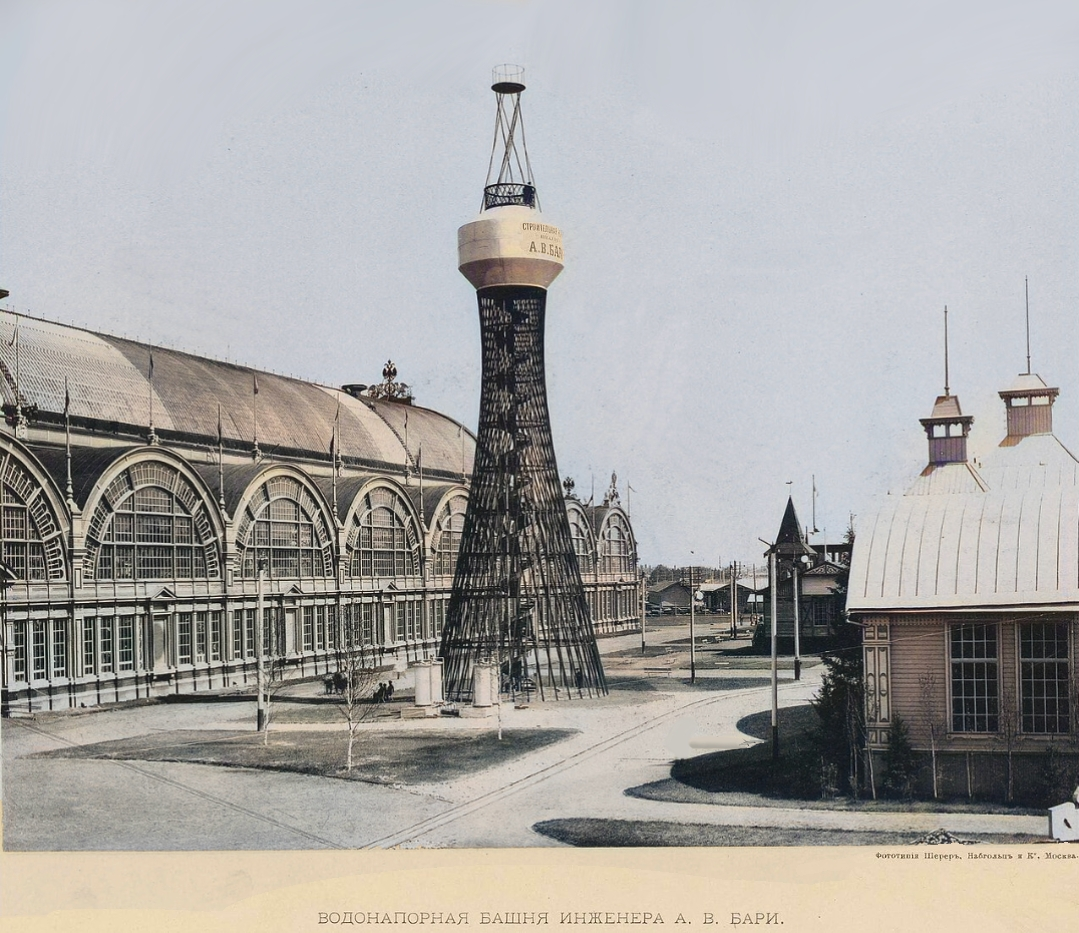
Первая в мире гиперболоидная конструкция В. Г. Шухова на Всероссийской выставке в Нижнем Новгороде. Фотография А. О. Карелина. 1896 год

Гиперболо́идные констру́кции — сооружения в форме однополостного гиперболоида или гиперболического параболоида. Такие конструкции, с видимой кривизной, строятся из прямых балок.

## Особенности
Однополостный гиперболоид и гиперболический параболоид — дважды линейчатые поверхности, то есть через любую точку такой поверхности можно провести две и только две пересекающиеся прямые, целиком принадлежащие поверхности. Вдоль этих прямых и устанавливаются балки, образующие характерную решётку. Такая конструкция является жёсткой: если балки соединить шарнирно, гиперболоидная конструкция всё равно будет сохранять свою форму под действием внешних сил.
Для высоких сооружений основную опасность несёт ветровая нагрузка, а у решётчатой конструкции она невелика. Эти особенности делают гиперболоидные конструкции прочными, несмотря на невысокую материалоёмкость.

## История

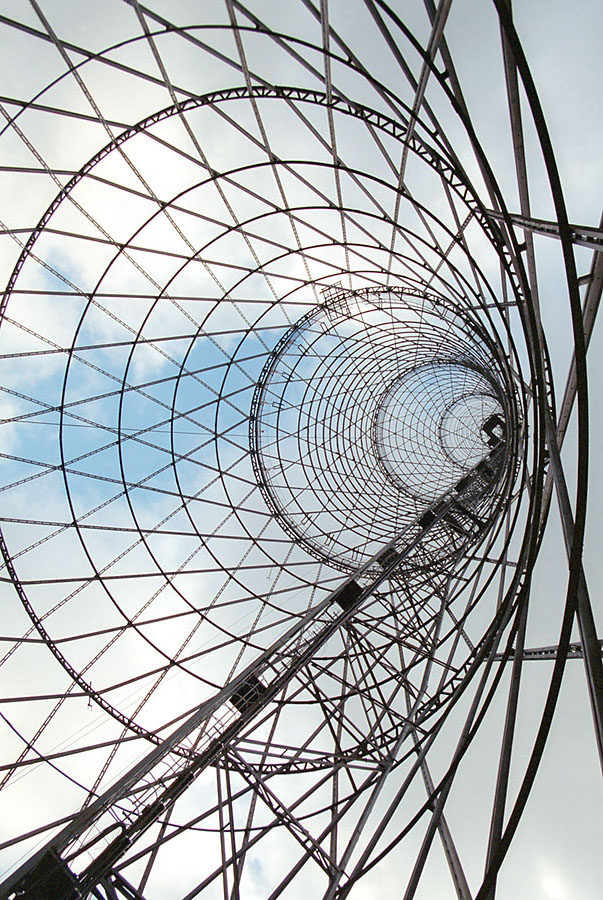
Шуховская башня на Шаболовке в Москве

Гиперболоидную форму конструкций ввёл в архитектуру В. Г. Шухов (патент Российской империи № 1896 от 12 марта 1899 года, заявленный В. Г. Шуховым 11.01.1896). Первая в мире стальная сетчатая башня в форме гиперболоида вращения была построена Шуховым для крупнейшей дореволюционной Всероссийской промышленной и художественной выставки в Нижнем Новгороде, проходившей с 28 мая (9 июня) по 1 (13) октября 1896 года.
Однополостный гиперболоид вращения первой башни Шухова образован 80 прямыми стальными профилями, концы которых крепятся к кольцевым основаниям. Сетчатая стальная оболочка из ромбовидно пересекающихся профилей упрочнена 8 параллельными стальными кольцами, расположенными между основаниями. Высота гиперболоидной оболочки башни — 25,2 метра (без учёта высот фундамента, резервуара и надстройки для обозрения). Диаметр нижнего кольцевого основания — 10,9 метра, верхнего — 4,2 метра. Максимальный диаметр бака — 6,5 метра, высота — 4,8 метра. От уровня земли из центра основания башни до уровня дна резервуара поднимается стальная винтовая лестница. В центральной части бак имеет цилиндический проход с прямой лестницей, ведущей на смотровую площадку на верхней поверхности резервуара.

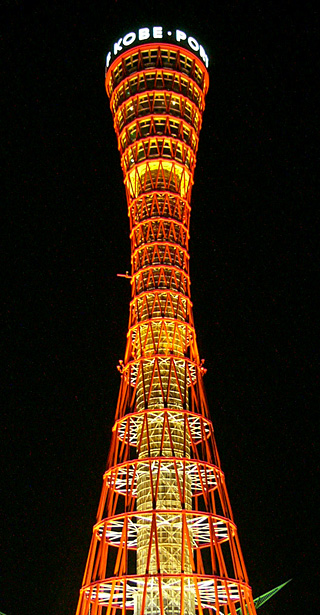
Гиперболоидная башня в порту Кобе (Япония).

Над смотровой площадкой на баке сделана гиперболоидная надстройка с прямой лёгкой лестницей, ведущей на более высокую малую смотровую площадку. Гиперболоидная надстройка смонтирована из 8 прямых профилей, упирающихся в кольцевые основания, между которыми расположено ещё одно упрочняющее кольцо. Верхняя площадка в 1896 году имела деревянный настил и ограждение (не сохранились до настоящего времени). Общая высота башни составляет 37 метров. Все стальные элементы конструкции башни соединены заклёпками.
После выставки первая башня Шухова была перенесена в имение мецената Ю. С. Нечаева-Мальцова в село Полибино Данковского района Липецкой области. Башня сохранилась до нашего времени, является памятником архитектуры, охраняется государством. При этом первая в мире гиперболоидная конструкция страдает от коррозии и нуждается в реставрации.
В начале XX века многие боевые корабли, в основном в США, строились с ажурными гиперболоидными мачтами. Такое решение объясняется необходимостью размещения большого объёма наблюдательных и дальномерных приборов на большой высоте от палубы, меньшей уязвимостью в бою и амортизацией ударов от отдачи собственных, очень мощных, орудий.
Дальнейшей модификацией идеи сетчатых гиперболоидных конструкций стала конструкция радиобашни на Шаболовке в Москве, построенной Шуховым в 1919—1922 гг. Первоначальный проект высотой 350 м из-за дефицита металла был заменен 150-метровым вариантом, который эксплуатируется и поныне. В течение своей жизни Шухов построил более двухсот гиперболоидных башен различного назначения.

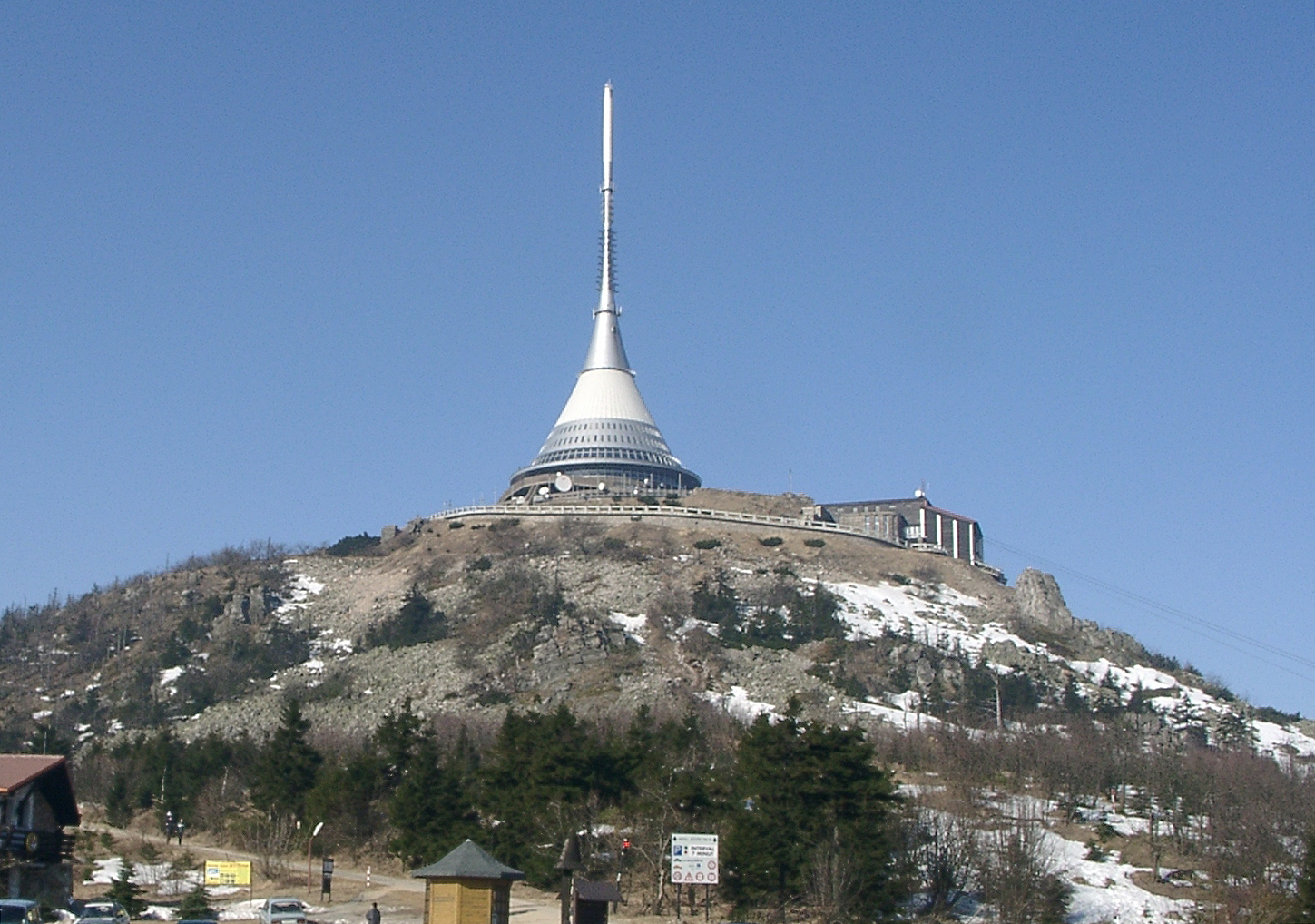
Гиперболоидная башня Йештед, Либерец (Чехия).

Гиперболоидные конструкции впоследствии строили многие великие архитекторы, в частности Антонио Гауди, Ле Корбюзье, Оскар Нимейер. Гиперболоидные шуховские башни востребованы и в настоящее время. В 1963 году в порту города Кобе в Японии по проекту компании Nikken Sekkei (недоступная ссылка) была построена 108-метровая гиперболоидная шуховская башня (Kobe Port Tower ). В 1968 году в Чехии по проекту архитектора Карела Губачека была построена гиперболоидная башня «Ештед» высотой 100 метров. В 2003 году была построена гиперболоидная башня Шухова в Цюрихе . Авторы башни — архитекторы Даниэль Рот и Александр Ком (Daniel Roth, Alexander Kohm). Идеи гиперболоидных конструкций башен Шухова известный архитектор Михаил Посохин предложил  использовать при проектировании новых небоскрёбов  в деловом центре «Москва-Сити».
600-метровая гиперболоидная сетчатая шуховская башня построена в 2010 году в Гуанчжоу в Китае компанией Arup. На 2017 год это вторая по высоте башня в мире.

## Известные гиперболоидные конструкции
- Шуховская башня
- Шуховская башня на Оке
- Шуховская башня в Краснодаре
- Шуховская башня в Конотопе
- Шуховская башня в Черкассах
- Шуховская башня в Николаеве
- Станиславский маяк
- Аджигольский маяк

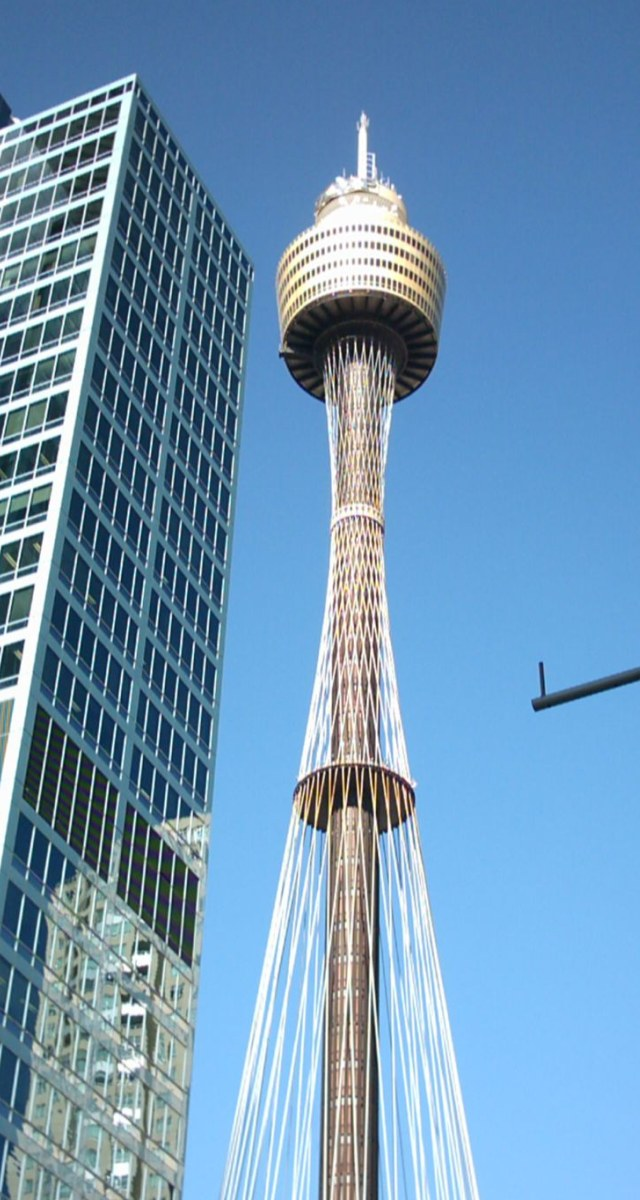
Сиднейская телебашня, 2005

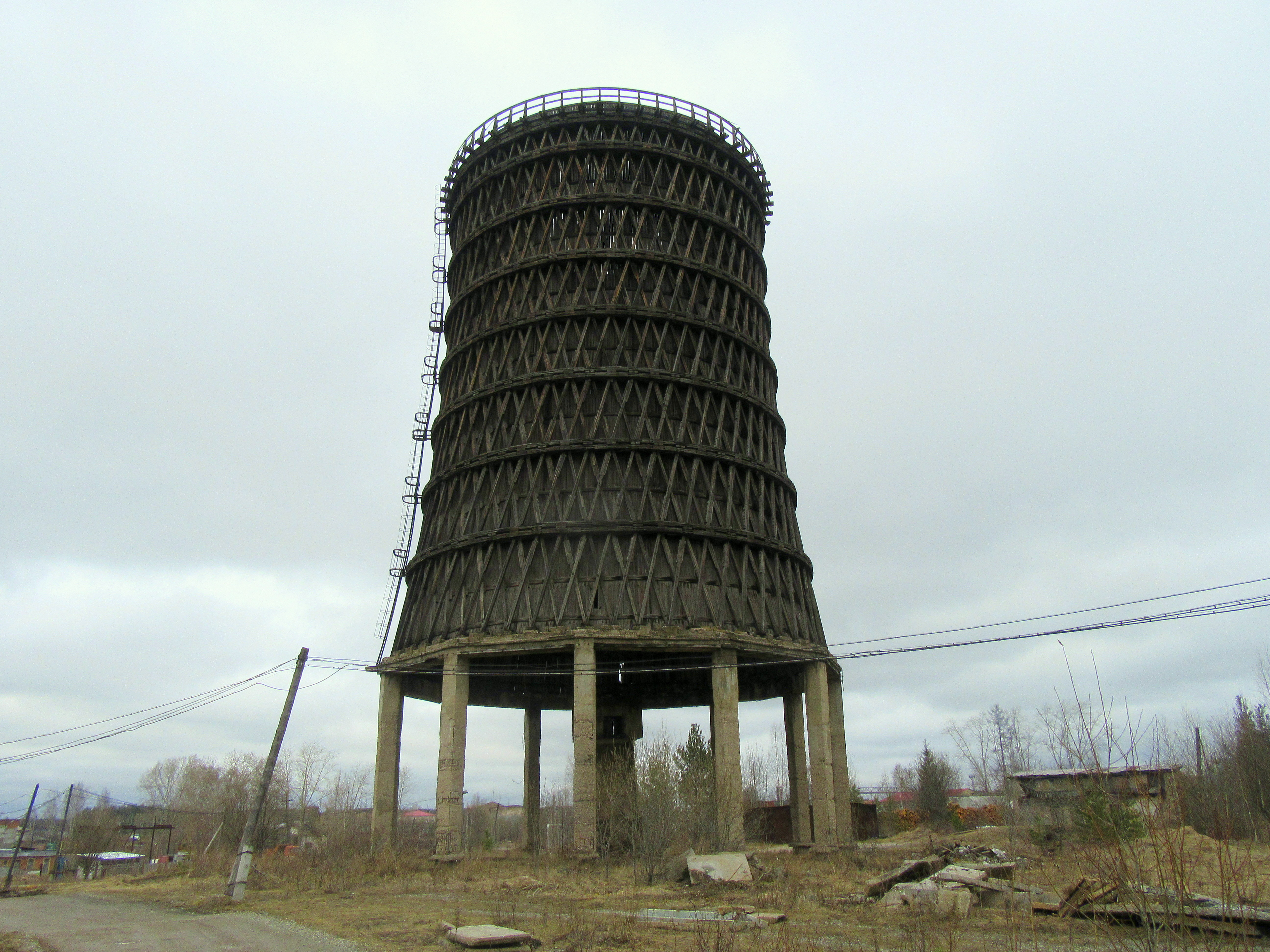
Шуховская деревянная градирня в Североуральске

- Гиперболоидные мачты русских броненосцев «Андрей Первозванный» и «Император Павел I»
- Гиперболоидные мачты американских линкоров:
  - типа «Саут Кэролайна»
  - типа «Делавэр»
  - типа «Флорида»
  - типа «Вайоминг»
  - типа «Нью-Йорк»
  - типа «Невада»
  - типа «Пенсильвания»
  - типа «Нью-Мексико»
  - типа «Теннесси»
  - типа «Колорадо»
- Гиперболоидные мачты аргентинских линкоров типа «Ривадавия»
- Башня порта Кобе
- Телебашня Гуанчжоу
- Aspire Tower
- Сиднейская телебашня
- Проект «Вортекс»
- Проект «Хрустальный остров»
- Хан Шатыр
- Водонапорная башня в Цехануве, Польша.

## Фотографии

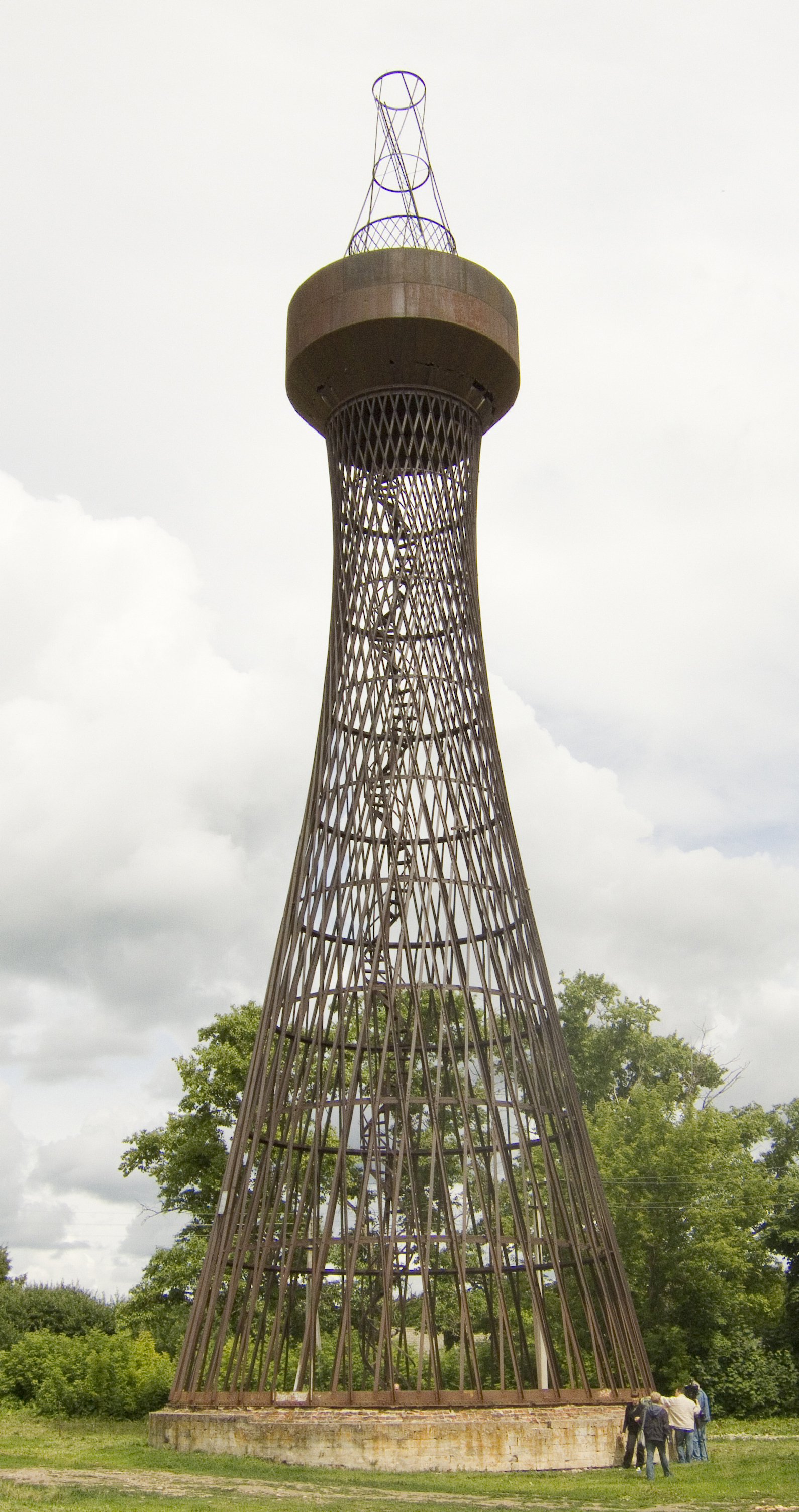
Первая в мире гиперболоидная конструкция В. Г. Шухова, перевезена из Н. Новгорода в Полибино (Данковский район) Липецкой области
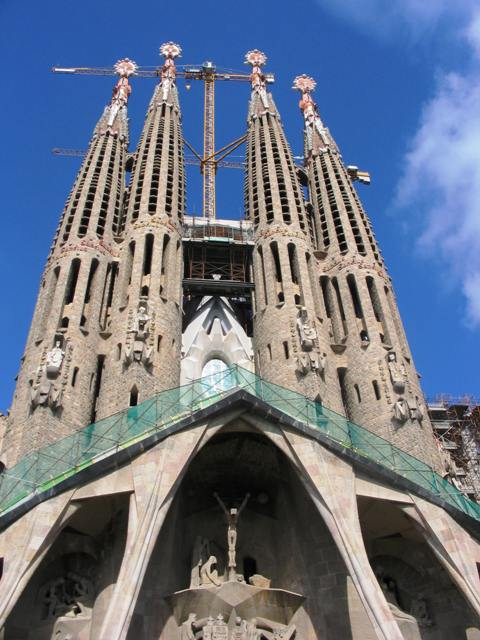
Гиперболоидные детали фасада храма Саграда Фамилия. Антонио Гауди, Барселона (Испания)
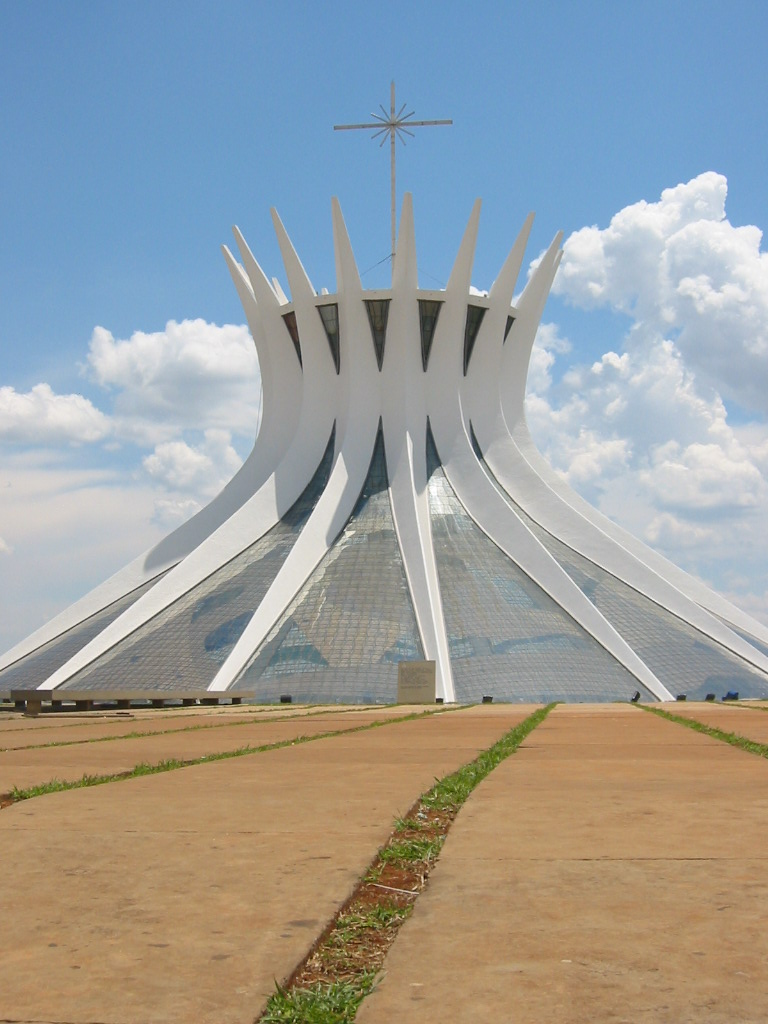
Гиперболоидный собор в Бразилиа, Оскар Нимейер
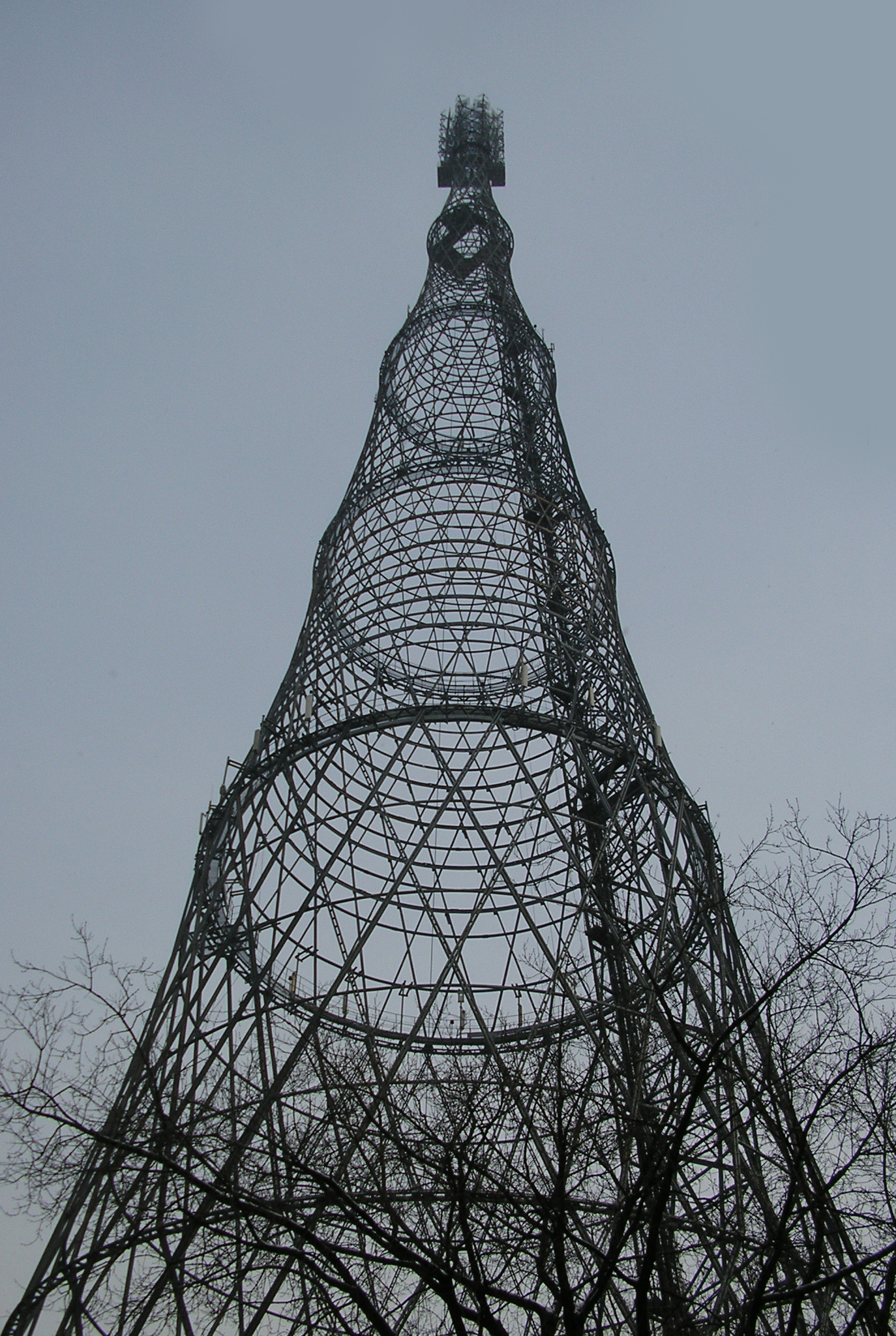
Шуховская башня, Москва
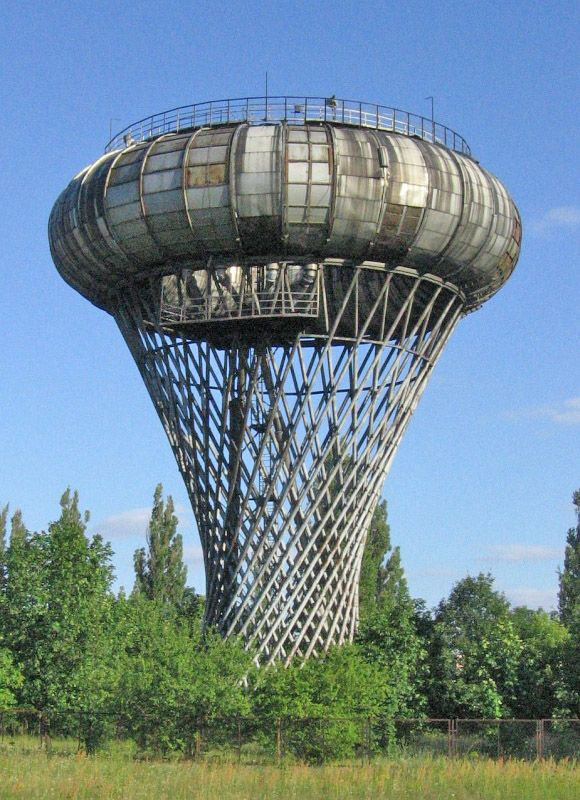
Гиперболоидная башня в Цыхануве, Польша
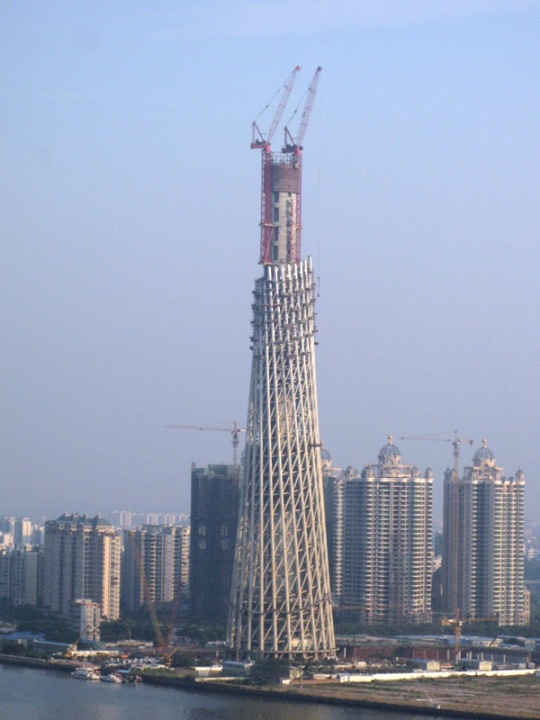
Строительство гиперболоидной 600-метровой телебашни в Гуанчжоу (Китай). 2007
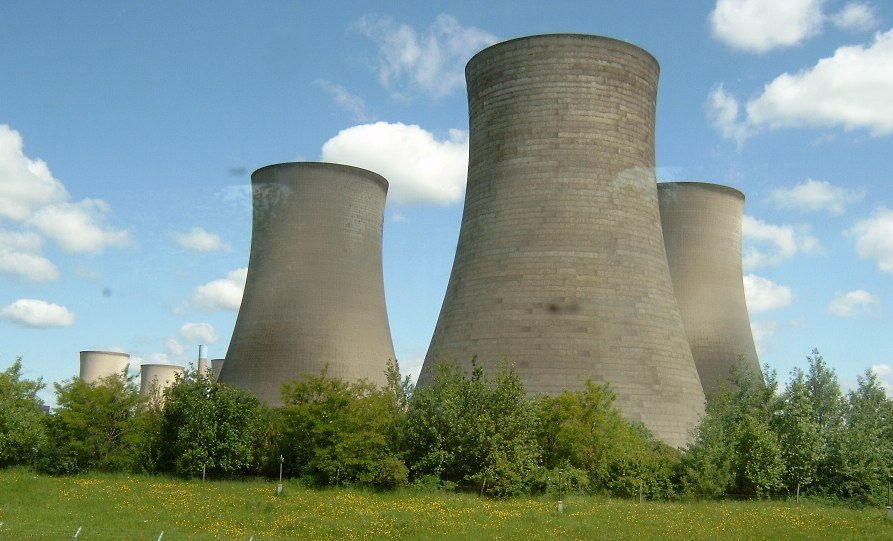
Гиперболоидные градирни электростанции
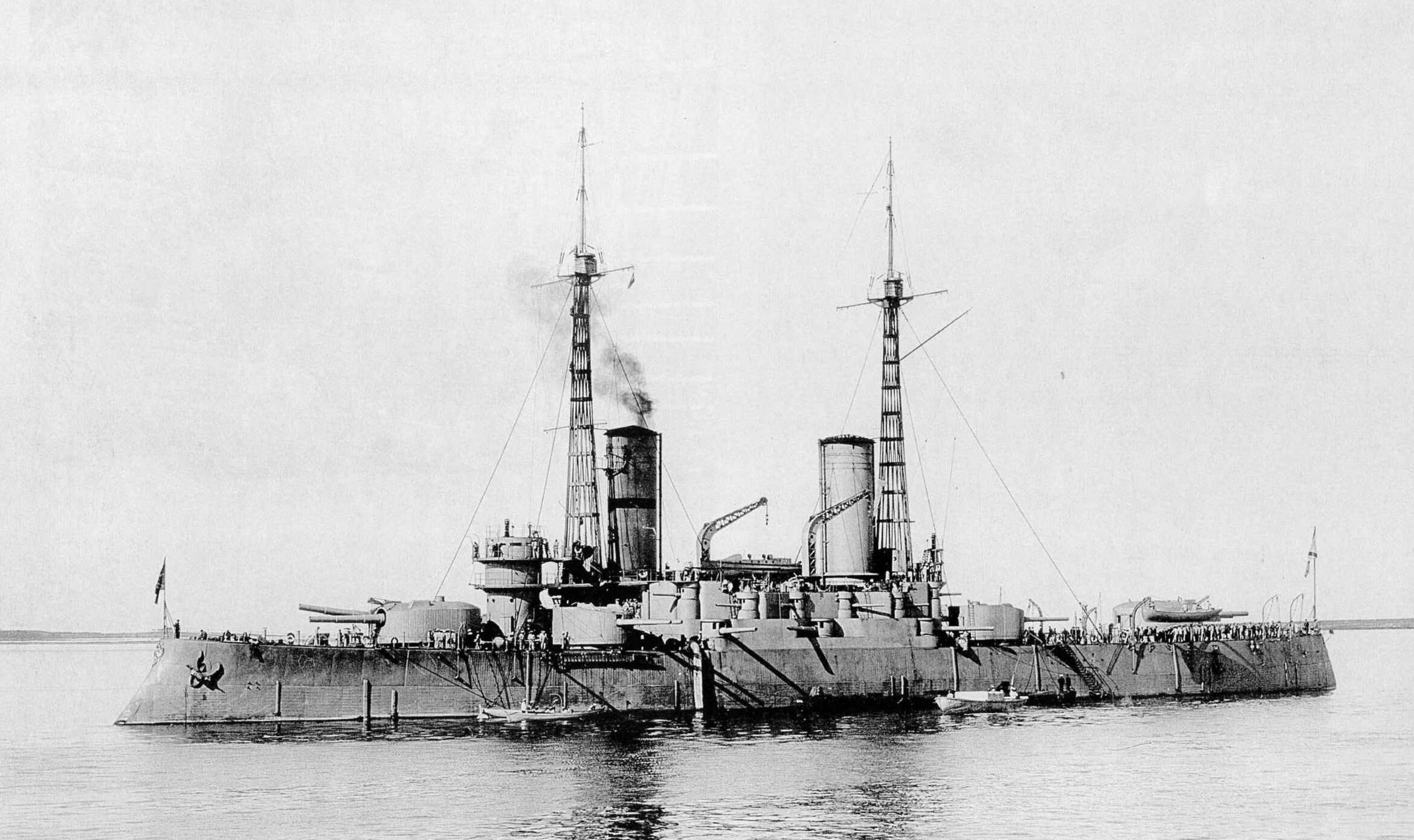
Гиперболоидные мачты броненосца «Император Павел I», Кронштадт, 1912
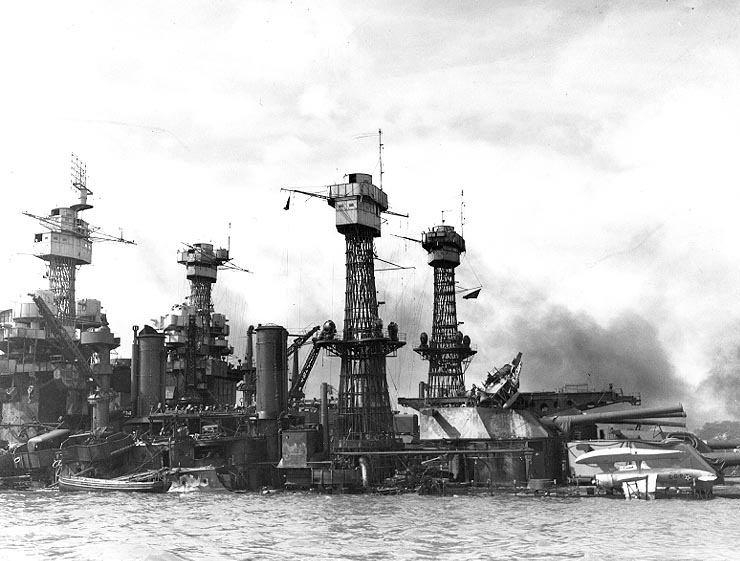
Гиперболоидные мачты американского линкора «Западная Вирджиния» (BB-48), Перл-Харбор, 1941
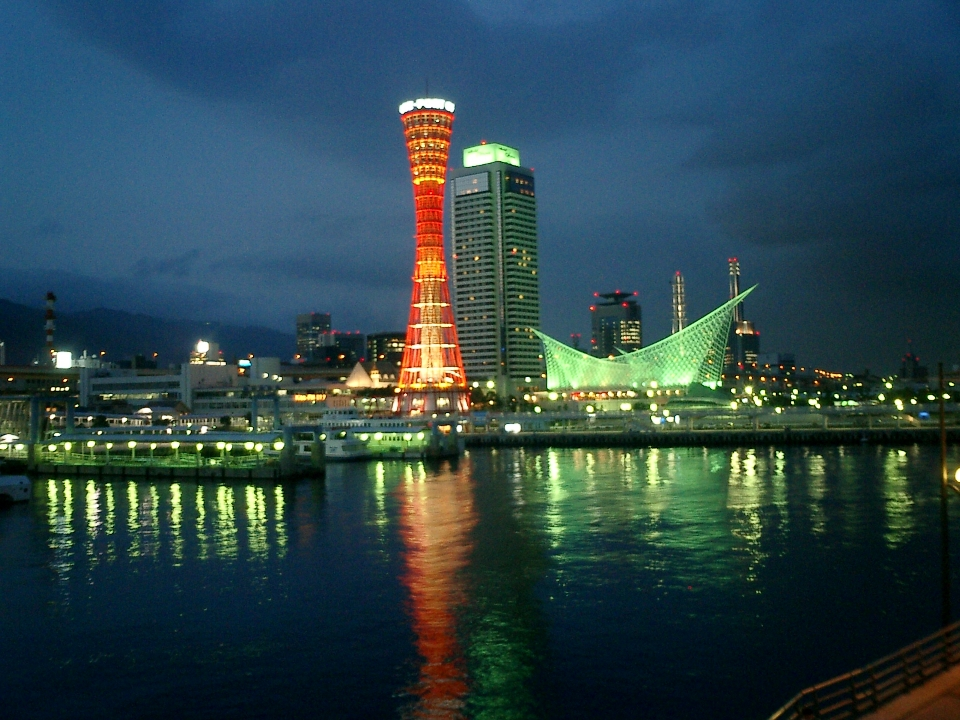
Гиперболоидная сетчатая башня порта Кобе (1963) и Морской музей (1987) — пример седлообразной поверхности — в ночи. Япония
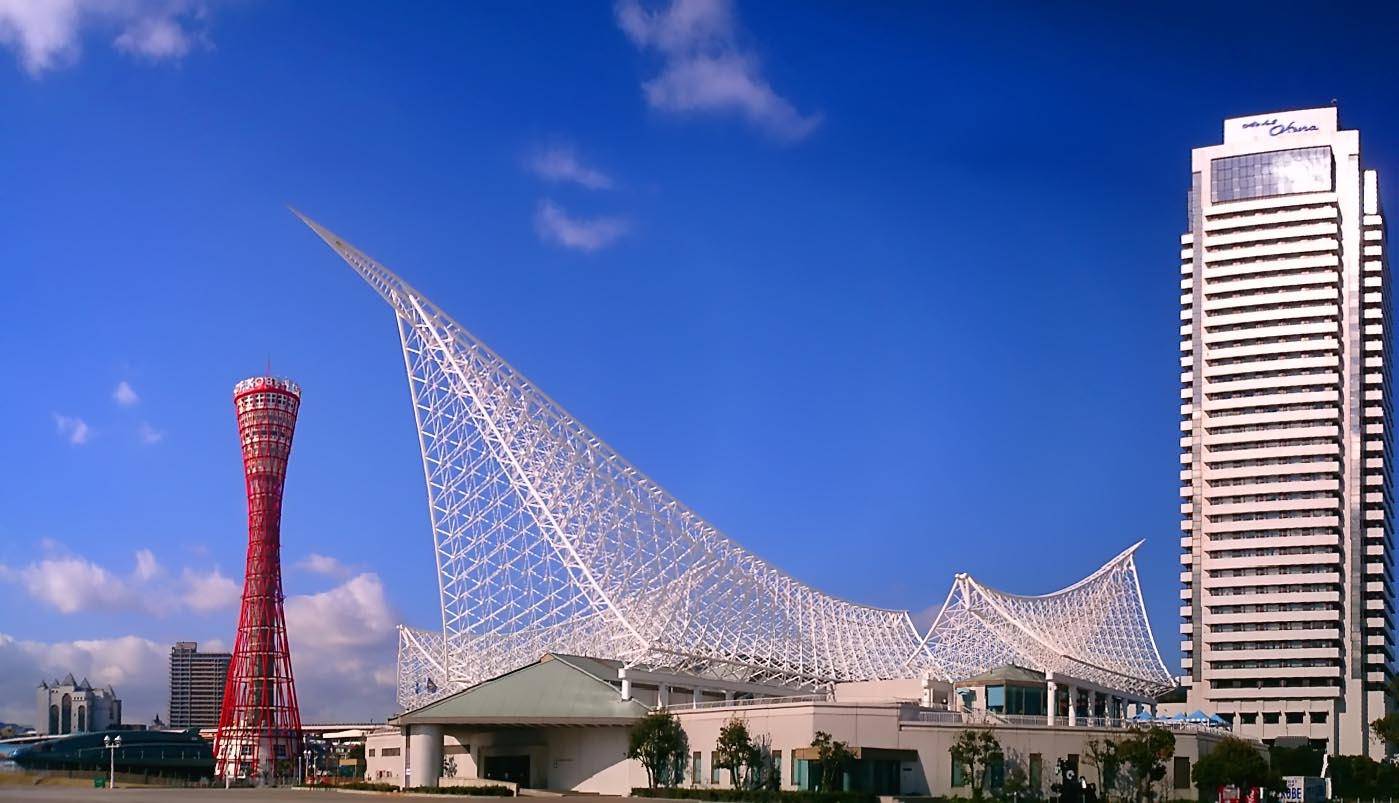
Гиперболоидная сетчатая башня порта Кобе (1963) и Морской музей (1987) — пример седлообразной поверхности. Япония
- Башня Шухова в Выксе (видео)